# Földesy Arnold
Földesy/Földesi Arnold, született: Thon (Budapest, 1882. szeptember 20. – Budapest, 1940. május 29.) magyar gordonkaművész.

## Életpályája
Édesanyja Thon Leopoldina. Nevelőapja, Földesy Lipót 1890 és 1897 között a Budapesti Királyi Operaház hegedűművésze, nevelőanyja Friedländer Hermin volt. Hegedülni először Földesy Lipóttól tanult ötéves korában, 1893-tól a Zeneakadémián Popper Dávid volt a mestere, majd Hugo Beckernél képezte magát tovább Frankfurtban. 1892-ben debütált. 1898-ban kezdte meg külföldi hangversenyútjait. 1908–1912 között az Operaház zenekarának tagja (szólógordonkás). 1908–1915 között a Nemzeti Zenede oktatója volt. 1913-tól Berlinben a Berlini Filharmonikus Zenekar hangversenymestere és a berlini zenei főiskola tanára volt. 1924-ben szólókarrierbe kezdett. 1933-ban Budapesten vonult vissza, és csak néhány vendégszereplést adott. 1937-ben lépett fel utoljára.
Hangversenyútjain bejárta Európát és Dél-Amerikát, Ausztráliát, Indiát. Több mint 150 felvételt készített, például a Deutsche Grammophon (1915-1932), az Odeon (1920-1924), a Vox (1925-1925) vagy az Electrola (1926-1930) számára.

## Fordítás
- Ez a szócikk részben vagy egészben  az   Arnold Földesy című német Wikipédia-szócikk ezen változatának fordításán alapul.  Az eredeti cikk szerkesztőit annak laptörténete sorolja fel. Ez a jelzés csupán a megfogalmazás eredetét és a szerzői jogokat jelzi, nem szolgál a cikkben szereplő információk forrásmegjelöléseként.